# Аутомобили 2
Аутомобили 2 (енгл. Cars 2) је амерички 3D рачунарски-анимирани шпијунски акционо-авантуристички хумористички филм из 2011. студија Pixar Animation Studios за Walt Disney Pictures. Представља наставак филма Аутомобили из 2006. и други филм у франшизи Аутомобили. У филму, тркачки аутомо Муња Меквин и шлеп ауто Вукша упутили се ка Јапану и Европи како би се такмичили у трци за велику награду, али Вукша случајно умешан у међународну шпијунажу. Ансамблске гласове улоге су Овен Вилсон, Larry the Cable Guy, Тони Шалуб, Бони Хант и Џон Раценбергер који репризирају своје улоге из претходног филма. Пол Њуман, који је позајмио глас Доку Хадсону у претходном филму, умро је у септембру 2008, па је његов лик исписан из филма, док Џорџ Карлин, који је позајмио глас Филмору, умро је током исте године, па је његову улогу преузео Лојд Шер. Повратничким улогама су се прикључили Мајкл Кејн, Емили Мортимер, Џон Туртуро, Еди Изард и Томас Кречман, који су позајмили гласове новим ликовима који су представљени у овом филму. Редитељ филма је Џон Ласетер, писац Бен Квин и продуцент Денис Рим.
Филм Аутомобили 2 је објављен 24. јуна 2011. у Сједињеним Државама. Филм је представљен у Disney Digital 3D и IMAX 3D форматима, као и у традиционалном дводимензионалном и IMAX форматима. Филм је најављен 2008, заједно са филмовима До неба и Храбра Мерида и представља 12. анимирани филм студија. Филм је добио помешан пријем критичара и зарадио 562 милиона америчких долара. Наставак, Аутомобили 3, објављен је 16. јуна 2017.

## Радња
Тркачка звезда Муња Меквин и његов најбољи друг, јединствени шлеп-камионет Вукша, воде нас на нова узбудљива места у филму Аутомобили 2, у којем одлазе преко океана на први Светски Гран при где треба да се утврди ко је најбржи ауто на свету. Али пут до такмичења је препун рупа, заобилазних путева и невиђених изненађења, јер Вукша упада у сопствену невероватну авантуру – међународну шпијунажу. Мејтер тако доспева у незгодну ситуацију да се одлучи да ли да помогне Муњи Меквину у високооктанској трци или да учествује у супертајној мисији коју предводе британски супершпијун Фин Пројектил и заносна шпијунка почетница Холи Шифтвел. Ово путовање крцато акцијом води Мејтера на експлозивну јурњаву по улицама Јапана и Европе, коју прати цео свет. У овој брзој и лудој забави учествује живописна екипа аутомобила, која обухвата опасне негативце и међународне тркачке звезде.

## Улоге
| Глумац          | Улога           |
| --------------- | --------------- |
|                 | Вукша           |
| Овен Вилсон     | Муња Меквин     |
| Мајкл Кејн      | Фин Мекмисајл   |
| Емили Мортимер  | Холи Шифтвел    |
| Еди Изард       | Мајлс Акслерод  |
| Томас Кречман   | Професор Зундап |
| Џо Мантења      | Грем            |
| Питер Џејкобсон | Ејсер           |